# Massue (gymnastique)
Pour les articles homonymes, voir Massue.

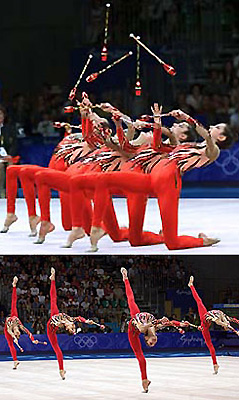
Ensemble grec aux massues aux Jeux olympiques de Sydney.

Les massues sont un engin de gymnastique rythmique.
La gymnaste en manie deux obligatoirement, et l'élément corporel dominant doit être l'équilibre.

## Caractéristiques
Chaque massue est formée d'un corps, d'un col et d'une tête ; le corps étant la partie la plus large, la tête la petite boule à l'extrémité de la massue dont le diamètre mesure 30 mm au maximum, et le col la partie la plus étroite reliant le corps à la tête. Les deux massues peuvent être enveloppées d'un adhésif coloré.
- Longueur : 40 à 50 cm
- Poids : 150 g minimum chacune
- Matière : bois ou matière synthétique